# Michael Shanks
Michael Garrett Shanks (* 15. prosince 1970 Vancouver) je kanadský herec, který je především známý díky roli Daniela Jacksona v seriálu Hvězdná brána.
Michael se narodil ve Vancouveru. I se svým starším bratrem vyrostl v Kamloops v Britské Kolumbii. Zajímal se herectví už odmalička (hrál ve školních představeních). Byl velmi nadaný v hokeji. V roce 1990 nastoupil na University of British Columbia a studoval obchod. Po nějaké době ovšem přestoupil na herectví, kde v roce 1994 získal titul Bachelor of Fine Arts.
Poprvé se objevil v seriálu The commish v roli mladého delikventa. Dále účinkoval v seriálu Highlander a University Hospital.
Roku 1997 získal roli dr. Daniela Jacksona, která jej proslavila po celém světě. Tenkrát mu bylo teprve 27 let. Roku 2001 se pokusil ze seriálu odejít (po pěti sériích), ale na nátlak fanoušků se roku 2002 vrátil. Michael se také pokusil tento seriál režírovat: epizoda čtvrté série - V dvojím ohrožení. V tomto seriálu také propůjčil svůj hlas Asgardovi Thorovi.
V letech 1998-2000 měl vztah s Vaitiare Bandera, která hrála jeho seriálovou manželku Sha’re ve Hvězdné bráně. Mají spolu dceru Tatianu Shanks. V roce 2003 si vzal herečku Lexu Doig, se kterou si zahrál v seriálech Andromeda a Hvězdná brána. Narodila se jim dcera Mia Tabitha a syn Samuel David.

## Filmografie
- The commish - 1993
- Highlander - 1993
- University Hospital - 1995
- Family Divided - 1995
- Hvězdná brána - 1997-2002 a 2003-2007
- Escape from Mars - 1999
- Suspicious River - 2000
- The Artist's Circle - 2000
- Andromeda - 2001
- Náhle obnažená - 2001
- Mr. Fortune's Smile - 2002
- Po celém městě - 2002
- Door to Door - 2002
- Královna Sumuru - 2003
- Hvězdná brána: Atlantida - 2004
- Hvězdná brána: Atlantida - Vynoření - 2004
- Swarmed - 2005
- Under the Mistletoe - 2006
- Judicial Indescretion - 2007
- Kriminálka Miami
- Hvězdná brána: Archa pravdy - 2008
- Hvězdná brána: Návrat - 2008
- Stargate Universe - 2009
- Smallville - 2009-2010
- Sanctuary - 2010
- The Good Boys - 2010
- Engame - 2011
- The Red Ridding Hood - 2011
- Faces in the Crowd - 2011